# Крузенштерн, Павел Карлович
Павел Карлович фон Крузенштерн (Пауль-Александр-Конрад фон Крузенштерн, нем. Paul Alexander Konrad von Krusenstern; 9 апреля 1834, Ревель — 8 марта 1892, Владикавказ) — полковник, герой русско-турецкой войны 1877—1878 годов.

## Биография
Родился 9 апреля 1834 года в Ревеле, был младшим сыном Ревельского уездного судьи Карла-Фридриха фон Крузенштерна.
В военную службу вступил в 1855 году в пехоту Кавказской армии и принял участие в завершающих сражениях Восточной войны.
В 1871 году был произведён в подполковники и вскоре назначен командиром 3-го Кавказского стрелкового батальона. В 1877—1878 годах принимал участие в русско-турецкой войне. 20 сентября 1878 года был награждён орденом св. Георгия 4-й степени
В начале боя на высотах Деве-Бойну полковник Крузенштерн с вверенным ему батальоном находился в третьей линии, но в два часа пополудни, по личному приказанию начальника правой колонны генерал-майора князя Амираджиби, батальон его был придвинут к первым двум линиям и продолжая наступать, прошёл первую и вторую линии, стал во главе штурмующей колонны и увлёк своим примером остальные части. Батальон, имея впереди себя офицеров, несмотря на превосходство неприятельских сил, перекрестный огонь с фронта и с правой стороны и едва проходимую скалистую местность, штурмовал укреплённую позицию, первый взял с бою две батареи с крепостными орудиями и хотя на самой вершине горы стрелки были встречены огнём свежих неприятельских сил, но, ободрённые подходящими сзади нашими частями, сбили турок с позиции и окончательно овладели ею.
Произведённый в 1881 году в полковники, Крузенштерн в 1883 году был назначен командиром 149-го пехотного Черноморского полка, а в 1890 году получил в командование 77-й пехотный Тенгинский полк.
Скоропостижно скончался 8 марта 1892 года во Владикавказе.

## Семья
Младший сын Ревельского уездного судьи Карла-Фридриха фон Крузенштерна и племянник знаменитого адмирала Ивана Фёдоровича Крузенштерна.
Его братья:
- Александр (1801—1874) — генерал-лейтенант, участник многих войн в царствование императора Николая I
- Филипп-Адам (1805—1859) — офицер лейб-гвардии, чиновник
- Георгий (1809—1828)
- Эберхард-Карл-Юлиус (1813—1882) — генерал-майор флота
- Яков-Фридрих-Эдуард (1814—1858) — капитан Отдельного корпуса путей сообщения
- Фёдор (1823—1898) — вице-адмирал, командир шхерного отряда лодок и миноносок Балтийского флота
- Георг-Теодор (1829—1898)
- Пауль-Отто-Николай (1830—1877) — в офицерский списках до 1874 года также именовался "Павлом Карловичем фон Крузенштерном", а затем "переименовался" в Николая. Дополнительную путаницу создает тот факт, что в 1861—1863 годах Пауль-Отто-Николай командовал 20-м стрелковым батальоном. Этот батальон в 1870 году был назван 3-м Кавказским стрелковым, а в 1871 году его возглавил младший брат Пауля-Отто-Николая - Пауль-Александр-Конрад, которому посвящена данная статья.